# Austronucula papuensis
Austronucula papuensis is een tweekleppigensoort uit de familie van de Nuculidae. De wetenschappelijke naam van de soort is voor het eerst geldig gepubliceerd in 1978 door Bergmans.